# North Pickenham
North Pickenham is een civil parish in het bestuurlijke gebied Breckland, in het Engelse graafschap Norfolk met 472 inwoners.